# Equus namadicus
Il cavallo del Narmada (Equus namadicus) è un equide estinto, vissuto nel Pleistocene inferiore  - medio (circa 1,5 - 0,5 milioni di anni fa). I suoi resti fossili sono stati ritrovati in India.

## Descrizione
Questo equide estinto era di grandi dimensioni, di taglia simile a quella dei più grandi esemplari della specie attuale Equus caballus. Il cavallo del Narmada è noto principalmente per alcuni crani, piuttosto simili per forma e dimensioni a quelli del cavallo odierno. I molari superiori di Equus namadicus erano dotati di protoconi allungati, mentre i molari inferiori erano dotati di ectoflexidi bassi, al contrario di altre specie come Equus stenonis ed Equus graziosii.

## Classificazione
Equus namadicus venne descritto da Augusto Azzaroli nel 1982; i fossili attribuiti a questa specie erano stati precedentemente considerati appartenere a un'altra specie di equidi indiani, Equus sivalensis. Tuttavia, un riesame dei resti ha indicato alcune differenze tra questi fossili e l'esemplare tipo di E. sivalensis, leggermente più piccolo e ritrovato in terreni di epoca successiva. I fossili di E. namadicus provengono da sedimenti alluvionali della valle del fiume Narmada, in India centrale. L'esemplare tipo di E. namadicus è conservato nel Museo di Storia Naturale di Londra.